# Jonas Bareišis
Jonas Bareišis (* 1. Oktober 1942 in Puodžiai, Siedlung Utena) ist ein litauischer Ingenieurwissenschaftler.

## Leben
1965 absolvierte er das Diplomstudium am Kauno politechnikos institutas. 1995 habilitierte er sich in Ingenieurwissenschaft.
Ab 1969 lehrt am KPI (ab 1990: Kauno technologijos universitetas, KTU). Von 1993 bis 2001 war er Leiter des Lehrstuhls für  Mechanikingenieurwesen der Filiale Panevėžys der KTU (seit 2002:  Panevėžys-Institut der KTU), ab 1996 Professor, ab 1998 außerdem Professor an der Šiaulių universitetas.